# Carukia barnesi
 (mai 2024).
Genre
Espèce
Carukia barnesi est une petite méduse extrêmement venimeuse que l'on trouve près de l'Australie. Sa piqûre peut provoquer le syndrome d'Irukandji et c'est pourquoi elle est communément appelée méduse irukandji. Ce surnom est cependant également utilisé pour d'autres méduses des familles Alatinidae et Carukiidae comme Malo kingi. Ces méduses montrent une disposition particulière des bandes de nématocystes sur leurs tentacules. Chez barnesi en particulier, les nématocystes forment une sorte de queue sur un côté des bandes.
L'ombrelle d'une Carukia barnesi adulte ne fait qu'entre 12 et 30 mm. Ses quatre tentacules peuvent mesurer entre 5 cm et 1 m.

## Découverte
Cette méduse a été découverte en 1966 par Jack Barnes, un Australien cherchant à trouver l'origine du syndrome d'Irukandji. Il resta volontairement sous l'eau le temps nécessaire pour apercevoir la méduse puis, une fois celle-ci repérée, se fit volontairement piquer. Par mesure de précaution, il inocula également le venin à deux autres personnes, dont son fils de quatorze ans. Tous trois, victimes du syndrome, purent ainsi témoigner du rôle de la Carukia barnesi, qui hérita en partie son nom de Jack Barnes.

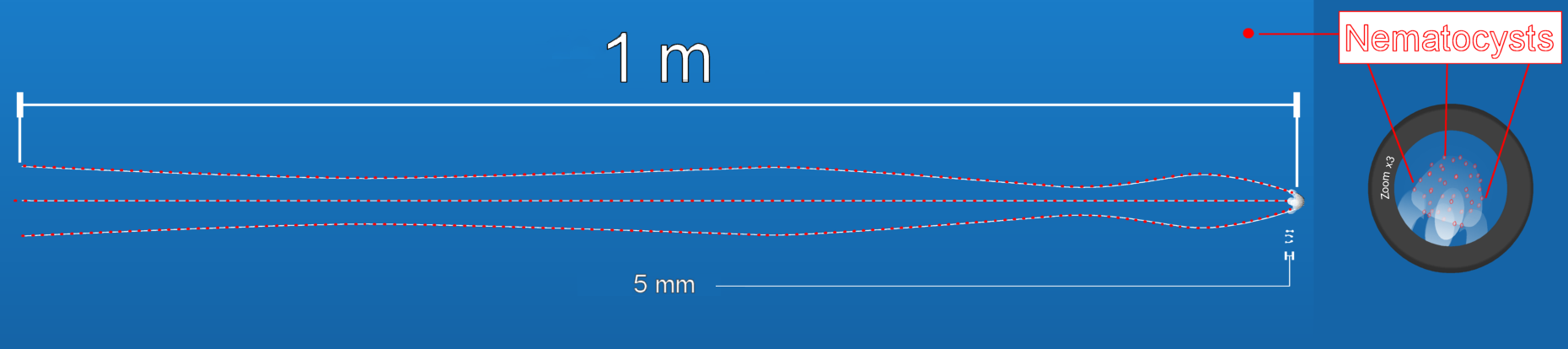
Vue des tentacules par rapport à l'ombrelle

## Cycle de vie
Les stades de développement successifs sous lesquels se présente l’espèce sont les suivants : œuf, planula, polype mobile, polype sédentaire, méduse. On a pu observer une pause en stade planula jusqu’à six mois en captivité avant que le développement ne continue vers le stade polype. Le planula adhère au substrat sur le fond où il est essentiellement immobile.
La reproduction asexuée a lieu au stade polype. De nouveaux polypes « nageurs » sont formés à partir des individus sédentaires mâtures par bourgeonnement latéral. Ces derniers présentent 2 régions principales : le calice, un hypostome mobile entouré d’une couronne de tentacules et une queue contractile pour l’ancrage au substrat. Les dimensions moyennes des parties respectives sont les suivantes : 0,885m de long au total, 0.560m pour la queue et 0.325x0.254m pour le calice. Toute surface du polype mature est ciliée.
Les méduses proprement dites sont formées une à la fois par strobilation à partir d’un polype secondaire. Une fois la métamorphose terminée, le polype source reste fonctionnel et capable de continuer la reproduction asexuée.

## Distribution
Carukia barnesi occupe le Queensland septentrional de novembre à mai, localement d'abondant à absent durant la saison à risque.
Des cas de syndrome Irukandji sont rapportés dans le monde entier entre les latitudes 53°N et 38°S, dans la majorité des cas autour de l’Australie et de l’Asie du Sud-Est, en dehors desquels les espèces concernées n’ont pas encore été identifiées.
En particulier : Grande Barrière de corail, côte nord ouest australienne, Hawaii, Thaïlande, Malaise, Caraïbes.

## Régime et capture des proies
Le régime des individus médullaires juvéniles consiste en plancton et petits crustacés. Les individus adultes ciblent principalement les larves de poissons par une chasse active et sélective.
En condition de clarté, les tentacules sont étendues et agitées rapidement comme un appât. Ce comportement est assez efficace pour attirer les proies jusqu’à ce qu’elles soient piquées et consommées, il n’est pas observé dans le noir par économie d’énergie.
On a pu observer une corrélation entre les changements morphologiques (taille et disposition des nématocystes) et physiologiques (voir paragraphe Venin) d’une part et les changements comportementaux et de régime d’autre part. Les plus gros spécimens disposent de plus longs tentacules et les agitent plus fréquemment ce qui met en évidence que Carukia barnesi a de plus en plus recourt à cette technique à mesure que son régime délaisse les proies dispersées au profit des larves de poisson.

## Venin
Les 25 espèces de méduses, réunies sous deux familles, pouvant provoquer le syndrome Irukandji montrent des différences au niveau des protéines du venin de leurs tentacules entre individus mâtures et immatures. Un changement corrélé avec la transition du régime à base d’invertébrés vers celui à base de vertébrés. La méthode de capture, le type et la fréquence des nématocystes restent inchangés au sein d’une même espèce.
Le venin de ce type de méduse est un mélange de substances actives comprenant des cytolysines, neurotoxines, lipases, peptidases, inhibiteurs de protéase et des antimicrobiens.
Les symptômes les plus notables sont l’hypertension systémique et pulmonaire et une augmentation du rythme cardiaque.

## Gestion des piqures
Il n’existe pas d’antivenin, on se contente de traiter les symptômes.
Un traitement au magnésium contre l’hypertension s’avère parfois utile contre d’autres symptômes provoqués par une piqûre.
Les victimes peuvent être tentées d’avoir recours à une douche chaude pour estomper quelque peu la douleur, alors que l’eau claire peut causer une décharge supplémentaire des nématocystes par effet osmotique et que la vasodilatation par exposition à la chaleur favorise encore la prise et la dispersion du venin.
Séquence de gestion du risque :
1. Prédiction des occurrences, où et quand ;
2. Détection avant piqûre ;
3. Prévention des piqûres en sa présence ;
4. Traitement des symptômes[4].

## État de la recherche
On a pu établir dans la région de Cairns un lien entre la proximité des méduses avec la côte et la force des vents latéraux au littoral. L’affaiblissement de ces vents crée des conditions de faible turbulence et clarté de l’eau, permettant aux méduses de petite taille comme Carukia barnesi de se rapprocher de la côte.
À ce jour, Carukia barnesi reste une espèce peu étudiée en dépit de ses interactions avec l’homme. Une meilleure connaissance du stade polype et des conditions optimales pour leur métamorphose permettrait de prévoir plus précisément les épisodes de présence massive du stade médullaire près des côtes habitées. L’exposition de l’homme aux piqûres durant ces périodes serait alors limitée, de même que les coûts associés.
En 2022, on a assisté à un progrès majeur pour l’étude de Carukia barnesi, en particulier de son venin. L’exposition à 1 μM de 5-methoxy-2-methylindole pendant 24 h a permis une métamorphose, jusque-là très rare en captivité, de polype à méduse à un taux de 90 %.